# 왕헌지
왕헌지(王獻之, 344년 ~ 386년)는 중국 진나라의 서예가 겸 정치인이다. 역시 중국 진나라의 서예가 겸 정치인이었던 왕희지(王羲之)의 아들이다.
그의 별칭은 왕자경(王子敬), 왕대령(王大令)이다. 진나라 저장성 사오싱에서 출생하였으며 지난날 한때 진나라 산둥성 린이에서 잠시 유아기를 보낸 적이 있고 366년 관직에 첫 입문하였다.